# La Madeleine au miroir
La Madeleine au miroir, dite aussi La Madeleine pénitente ou Madeleine Fabius, est un tableau du peintre français Georges de La Tour peint vers 1635-1640. Cette huile sur toile représente Madeleine pénitente, comme plusieurs autres peintures de l'artiste. Elle est conservée à la National Gallery of Art, à Washington.

## Histoire
Elle a appartenu à la marquise de Caulaincourt jusqu'en 1911, puis à la comtesse d'Andigné, avant d'être acquise lors d'une vente en 1936 par André Fabius qui achète ce tableau sans référence mais qui le séduit. Le tableau expertisé par Le Louvre est considéré comme un tableau original de Georges de La Tour en 1937. N'ayant pas trouvé d'acquéreur en France, André Fabius l'a vendu à la National Gallery of Art de Washington en 1974. Il lui avait fallu obtenir une autorisation spéciale d'exportation qui fait jurisprudence.